# Мегді Аліярі
Мегді Аліярі (перс. مهدی علی‌یاری; нар. 30 березня 1989, Фірдоусі, остан Тегеран) — іранський борець греко-римського стилю, бронзовий призер чемпіонату світу, дворазовий чемпіон та бронзовий призер чемпіонатів Азії, чемпіон Азійських ігор, дворазовий володар та дворазовий бронзовий призер Кубків світу, бронзовий призер Всесвітньої Універсіади.

## Біографія
Боротьбою почав займатися з 1999 року.
Виступає за борцівський клуб «Енгалаб», Шахріяр.

## Спортивні результати на міжнародних змаганнях

### Виступи на Чемпіонатах світу
| Змагання                        | Збірна | Вагова категорія                  | Місце  |
| ------------------------------- | ------ | --------------------------------- | ------ |
| Чемпіонат світу з боротьби 2013 | Іран   | греко-римська боротьба, до 96 кг  | 5      |
| Чемпіонат світу з боротьби 2015 | Іран   | греко-римська боротьба, до 130 кг | 26     |
| Чемпіонат світу з боротьби 2018 | Іран   | греко-римська боротьба, до 97 кг  | Бронза |

### Виступи на Чемпіонатах Азії
| Змагання                       | Збірна | Вагова категорія                 | Місце  |
| ------------------------------ | ------ | -------------------------------- | ------ |
| Чемпіонат Азії з боротьби 2015 | Іран   | греко-римська боротьба, до 98 кг | Золото |
| Чемпіонат Азії з боротьби 2016 | Іран   | греко-римська боротьба, до 98 кг | Золото |
| Чемпіонат Азії з боротьби 2019 | Іран   | греко-римська боротьба, до 97 кг | Бронза |

### Виступи на Азійських іграх
| Змагання           | Збірна | Вагова категорія                 | Місце  |
| ------------------ | ------ | -------------------------------- | ------ |
| Азійські ігри 2014 | Іран   | греко-римська боротьба, до 98 кг | Золото |

### Виступи на Кубках світу
| Змагання                    | Збірна | Вагова категорія                 | Місце  |
| --------------------------- | ------ | -------------------------------- | ------ |
| Кубок світу з боротьби 2014 | Іран   | греко-римська боротьба, до 98 кг | Золото |
| Кубок світу з боротьби 2015 | Іран   | греко-римська боротьба, до 98 кг | Бронза |
| Кубок світу з боротьби 2016 | Іран   | греко-римська боротьба, до 98 кг | Золото |
| Кубок світу з боротьби 2017 | Іран   | греко-римська боротьба, до 98 кг | Бронза |

### Виступи на Універсіадах
| Змагання               | Збірна | Вагова категорія                 | Місце  |
| ---------------------- | ------ | -------------------------------- | ------ |
| Літня Універсіада 2013 | Іран   | греко-римська боротьба, до 96 кг | Бронза |

### Виступи на інших змаганнях
| Змагання                                | Збірна | Вагова категорія                 | Місце  |
| --------------------------------------- | ------ | -------------------------------- | ------ |
| Кубок Ядегара Імама 2013                | Іран   | греко-римська боротьба, до 96 кг | Золото |
| Кубок Владислава Пітласинські 2015      | Іран   | греко-римська боротьба, до 98 кг | 8      |
| Золотий Гран-прі з боротьби 2015        | Іран   | греко-римська боротьба, до 98 кг | Срібло |
| Клубний чемпіонат світу з боротьби 2015 | Іран   | команда                          | Золото |
| Кубок Тахті 2016                        | Іран   | греко-римська боротьба, до 98 кг | Золото |
| Кубок Владислава Пітласинські 2016      | Іран   | греко-римська боротьба, до 98 кг | Золото |
| Клубний чемпіонат світу з боротьби 2016 | Іран   | команда                          | Бронза |
| Ігри ісламської солідарності 2017       | Іран   | греко-римська боротьба, до 98 кг | 7      |
| Турнір Вехбі Емре і Гаміта Каплана 2018 | Іран   | греко-римська боротьба, до 97 кг | Бронза |
| Клубний чемпіонат світу з боротьби 2018 | Іран   | команда                          | Золото |